# Ешреф Јашаревић
Ешреф Јашаревић (Градачац, 5. фебруар 1951) бивши је југословенски фудбалер. 

## Каријера
Рођен је 5. фебруара 1951. године у Градачцу. Поникао је у млађим категоријама локалног клуба Звијезда из Градачца, а наступао је и за први тим. Играо је на позицији везног играча. Потпуно се фудбалски афирмисао у тузланској Слободи, за коју је наступао у периоду од 1972. до 1979. године. У „црвено-црном“ дресу прволигаша са Тушња одиграо је 172 првенствене утакмице и постигао 13 голова.
Једну полусезону одиграо у турском Галатасарају 1979. Играчку каријеру окончао је у редовима крушевачког Напретка (1979-1982).
За репрезентацију Југославије играо је две утакмице. Дебитовао је 30. јануара 1977. против Колумбије у Боготи (1:0), а за национални тим је наступио  још 1. фебруара 1977. против Мексика у Леону (резултат 1:5).
Након играчке каријере остао је у фудбалу и радио као координатор свих селекција у Звијезди из Градачца. 

## Успеси
- Галатасарај
  - Куп премијера: 1979.